# 王三聘 (嘉靖丙辰進士)
王三聘（1525年—？），字起莘，號莘野，山西太原府代州人，匠籍，明朝政治人物。

## 生平
嘉靖二十五年（1546年）丙午科山西鄉試第十八名舉人，三十五年（1556年）中式丙辰科會試第四十四名，三甲第二十六名進士。大理寺觀政，授河南祥符縣知縣，三十八年（1559年）升戶部主事，致仕。

## 家族
曾祖王忠；祖父王景華；父王沄，驛丞。母李氏；繼母白氏。兄王汝宣、王汝詔。